# ルイ・プレディ
ルイ・プレディ（Louis Plaidy、1810年11月28日 - 1874年3月3日）は、ドイツのピアノ教師、技術的音楽教本の編集者。

## 生涯
プレディはザクセン王国（現ザクセン州）のフベルトゥスブルクに生まれた。彼は1843年にメンデルスゾーンに招かれてライプツィヒ音楽院に教員として加わり、1865年まで音楽院で教鞭を執った。彼の著名な門弟には、ダドリー・バック、フレデリック・コーウェン、フェリクス・ドレーゼケ、ギュスターヴ・ガニョン、エドヴァルド・グリーグ、マイケル・メイブリック、ジェームズ・カトラー・ダン・パーカー、オスカー・パウル、ユリウス・レントゲン、エルンスト・ルドルフ、サミュエル・サンフォード、アーサー・サリヴァン、ハンス・フォン・ビューローなどがいる。彼はグリンマに没している。
プレディにはピアノ教育に関する著書が2つある。「ピアノ演奏のための技術教本 Technische Studien fuer das Pianofortespiel 」と「ピアノ教師 Der Clavierlehrer」である。